# 卢钟鹤
卢钟鹤（1940年8月3日—），男，汉族，广东罗定人，中华人民共和国政治人物。

## 生平
早年就读于中国科学技术大学，后中国科学院上海有机化学研究所攻读研究生。之后供职于中国科学院广州化学研究所。1986年，任广东省科学技术委员会主任。1988年，任广东省人民政府副省长。2003年，任广东省人大常委会主任。